# Jogos de cartas

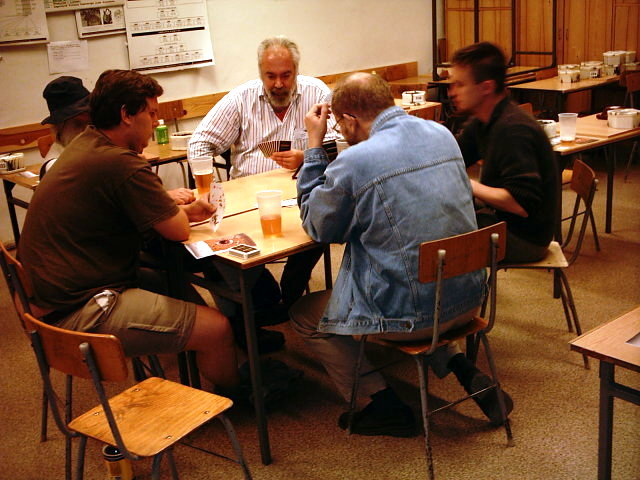
Um grupo de pessoas jogando um jogo de cartas

Os jogos de cartas ou jogos de baralho são os jogos em que se utilizam um baralho (conjunto de cartas). Existem jogos que são individuais (tal como o jogo da paciência) e jogos coletivos (em que se joga em equipe), alguns também em duplas. Desde o século X a.C. que os jogos de cartas têm fascinado a humanidade. Desde as simples tiras de papel nascidas no oriente, as cartas tornaram-se conhecidas na Europa a partir do século XVI, tornaram-se um fenômeno universal.

## História
Há indícios de que as cartas de baralho surgiram na China, por volta do século X a.C. O baralho, criado antigamente, foi recebendo alterações até chegar ao popular baralho que conhecemos e, ainda hoje, existem variações diversas.
É difícil mensurar a quantidade de jogos de baralho que existem no mundo, mas existe uma coleção de livros, "Os Melhores Jogos do Mundo", que tem um volume destinado a falar sobre os jogos de carta, e apresenta 128 opções de jogos. Além dessa quantidade imensa de jogos, as regras de cada um deles variam de região para região pois, ao serem disseminadas, foram adaptadas pelos jogadores.
O baralho atrai por ser um único instrumento de distração que pode ser usado de várias maneiras distintas, ou seja, é possível distrair-se com vários jogos distintos, utilizando-se da mesma ferramenta.

## Baralho
Baralho é o conjunto de cartas que compõem o jogo, assim chamado comumente, devido ao fato de, antes de repartidas, as cartas serem misturadas ou embaralhadas pelo crupiê ou algum jogador designado para fazê-lo.

## Cartas

### Ás
O ás é, na maioria dos jogos de baralho, a carta de maior valor de 1 e 14.

### Rei
O rei é, na maioria dos jogos de baralho, a segunda carta de maior valor, perdendo apenas para o ás. Há, entretanto, muitas situações em que o rei é considerado uma carta de média força, ou mesmo fraca, a exemplo do bastante popular jogo de truco. Os baralhos franceses costumam representá-lo com a letra K, do inglês king (rei), e tem o valor numérico de 13. Nos baralhos espanhóis é representado pelo valor numérico de 12.

### Rainha
A dama é uma carta de baralho com a figura de uma rainha. Normalmente, seu nível de importância está entre o rei e o valete. Os baralhos franceses costumam representá-la com a letra Q, do inglês queen (rainha), e tem o valor numérico de 12. No baralho espanhol é substituída pelo cavalo, e tem o valor numérico de 11.

### Valete
O valete é uma carta de baralho. A palavra deriva do francês valet, que designa um empregado doméstico masculino. Os baralhos franceses costumam representá-lo Com a letra J, do inglês jack, e tem o valor numérico de 11. Nos baralhos espanhóis, também é chamado de sota e tem o valor numérico de cartas. Ele é usado pra jogos e outras coisas

### Coringa
"Curinga, joker ou melé" é a carta do baralho que, em certos jogos, muda de valor conforme a combinação de cartas que o jogador tem em mãos.

## Naipes
Naipe é o nome dado às "famílias" ou tipos das cartas. Existem diferentes tipos de baralhos, para cada um deles há naipes diferentes e, por conseguinte, nomes diferentes.

### Naipes franceses
Cada naipe conta com 13 cartas sendo o Ás (A), o Valete (J) a Dama (Q) e o Rei (K) as únicas representadas por letras. As numéricas vão de 2 a 10. Alguns baralhos contam também com um par de cartas que, em alguns jogos, contam com um valor especial: os Coringas. Estes, normalmente, são usados para penalizar ou bonificar quem os tem às mãos durante ou ao final da partida.
O baralho francês conta com 52 cartas distribuídas entre os quatro naipes, e com 13 valores diferentes. Os naipes são:
- Espadas ♠
- Paus ♣
- Copas ♥
- Ouros ♦

Os naipes franceses são os mais comuns utilizados no espaço lusófono. Porém, o nome dos naipes, e o costume de retirar os números 8, 9 e 10 de muitos jogos tradicionais como a bisca, o truco ou a sueca, revela que até o século XIX em Portugal usava-se um baralho do estilo espanhol ou mediterrânico.

## Jogos
Existem jogos de cartas que recebem nomes distintos, dependendo da região. O buraco, por exemplo, também recebe o nome de canastra ou biriba, e deu origem a outros jogos.
Entre os jogos mais populares estão:
- Buraco ou Canastra
- Bridge
- Escopa
- Mau-mau
- Mexe-mexe
- Cape
- Paciência (jogo)
- Pife
- Pôquer
- Porco ou Burro
- Rouba-monte
- Sueca
- Tranca
- Truco

### Jogos com baralhos personalizados
Além dos jogos tradicionais, jogados com o baralho tradicional, existem jogos como o Uno, Dutch Blitz, Can-can, Super Trunfo, Magic, Yu-Gi-Oh e o Jogo de Memória, que têm baralhos distintos, criados para eles, especificamente.

## Termos usados em jogos de cartas
- Melé: O mesmo que o Curinga.
- Rodada: Uma das partidas de que é composto o jogo.
- Vaza: Rodada onde cada jogador, na sua vez, descarta uma carta. Também é usado para designar um grupo de cartas de determinados jogos.
- Envide: Rodada de apostas.
- Tento: Nome dado aos pontos em jogos com baralho espanhol.
- Trunfo ou manilha: Carta mais forte do jogo.
- Senha ou sinal: Gesto específico utilizado para indicar uma carta que se tem na mão.
- Carteador: Jogador que, após sorteio, se encarregará de embaralhar as cartas e distribuí-las aos demais jogadores.
- Mão: Primeiro jogador que recebe cartas em cada rodada, e consequentemente será o primeiro a jogar na rodada. O termo também é utilizado para designar a partida jogada entre um embaralhamento e outro de cartas.
- Pé: Último jogador que recebe cartas em cada rodada, e consequentemente será o último a jogar na rodada, e de fato será o ultimo a jogar nessa rodada.
- Bater: Baixar todas as cartas que se tem na mão e vencer o jogo.

## Jogos de cartas on-line
As plataformas de jogos on-line oferecem uma ampla variedade de jogos de cartas, incluindo jogos clássicos como pôquer, blackjack e rummy, bem como variações exclusivas e jogos modernos. As interações multijogador on-line permitem que os jogadores compitam com outros jogadores de todo o mundo. Muitos cassinos on-line modernos também oferecem jogos com crupiês ao vivo, que dão as cartas via webcam enquanto vestem o uniforme de um crupiê de um cassino off-line.